# Imam Ali al-Hadi moskéen
Imām ʿAlī al-Hādī-moskéen, al-ʿAskarī- eller ʿAskarīya-moskéen (arabisk: مرقد الامامين علي الهادي والحسن العسكري; translittereret: Marqad al-Imāmayn ʿAlī al-Hādī w al-Hasan al-ʿAskarī) er en shiitisk helligdom i den irakisk by Sāmarrā. Den blev bygget i 944 og er én af de vigtigste shiitiske moskéer i verden. De sidste rester af den 10. og 11. shiitiske imām, ʿAlī al-Hādī og hans søn, Hasan al-ʿAskarī, kendt som de to ʿAskar'er (al-'Askarīyāni), er begravet ved helligdommen. Imām ʿAlī al-Hādī-moskéen kendes også som "de to imāmers grav eller mausoleum", "imāmerne ʿAlī al-Hādī og Hasan al-ʿAskarīs grav", og som "al-Hadhrat al-ʿAskarīyyah".
Moskéen står op ad helligdommen for den 12. eller skjulte imām, Muhammad al-Mahdi. Mange shiiter tror, at han gik i dækning der, og en dag vil vise sig samme sted igen. I mange år var det tradition at bringe en opsadlet hest og en hærstyrke til mausoleet, således at de kunne være til rådighed, hvis al-Mahdi skulle vende tilbage og "skille sandhed fra løgn".

## Historie
Imāmerne ʿAlī al-Hādī (også kendt som al-Nāqī) og Hasan al-ʿAskarī var under husarrest i den del af Sāmarrā, som havde været kaliffen al-Muʿtasims militærlejr (ʿAskar al-Muʿtasim). Derfor kaldes de også for ʿAskariyan ("lejr-beboerne"). De blev forgiftet og begravet i deres hus i Abi Ahmad-gaden, som lå tæt ved den moské, som blev opført under al-Muʿtasim. 
Helligdommen omkring deres grave blev skabt i 944 af Hamdanideguvernøren Nāsir ad-Dawlah, da Sāmarrā blev hovedstad for abbasidedynastiet. Den blev hurtigt et pilgrimsmål, og den blev videreudviklet og ombygget adskillige gange i de følgende århundreder, men mest markant under Arslān al-Basasiri omkring 1053 og under kalif an-Nāsir li-Din Allāh i 1209. Nāsir ad-Dīn Shāh Qajar ledede den seneste ombygning i 1868, og den gyldne kuppel blev tilføjet i 1905. Kuplen var dækket med 72.000 guldstykker og omgivet af mure af lyseblå fliser, hvad der gjorde den til en fremtrædende del af Samarras silhuet. Den var omtrent 20 m i diameter og 68 m høj.

## Bombesprængning
Den 22. februar 2006 kl. 6:55, lokal tid, udløstes der eksplosioner ved moskéen. De ødelagde kuplen og gjorde alvorlig skade på resten af bygningen. Adskillige mænd, hvoraf mindst én bar uniform, var tidligere trængt ind i moskéen, havde bundet vagterne og anbragt to bomber, som blev bragt til sprængning.
Den 13. juni 2007 blev de to tilbageværende minareter på moskéen sprængt i stykker under et mortérangreb, sandsynligvis udøvet af al-Qaeda-terrorister.

## Eksterne links
- al-islam.org: Samarrahelligdommens historie
- Aljazeeras billedgalleri
- BBC: Billeder af ødelæggelsen: før og efter
- BBCs billedgalleri
- BBC video
- New York Times: Billedgalleri
- BBC Newsnight discussion, 2006-02-22: 50 minutters on-line TV-program

34°11′56″N 43°52′25″Ø / 34.19889°N 43.87361°Ø